# NGC 2671
NGC 2671 (другие обозначения — OCL 745, ESO 313-SC14) — рассеянное скопление в созвездии Парусов. Открыто Джеймсом Данлопом в 1826 году.
Скопление имеет возраст 80 миллионов лет (для различных оценок металличности возраст может составлять 60—90 миллионов лет), его модуль расстояния составляет 11,1, межзвёздное покраснение в цвете B−V составляет 1,04m.
Этот объект входит в число перечисленных в оригинальной редакции «Нового общего каталога».